# Vorderradaufhängung (Kraftrad)
Mit Vorderradaufhängung wird die Vorderradführung von motorisierten Zweirädern bezeichnet. Umgangssprachlich wird auch der Begriff Motorradgabel verwendet. Bis 1904 waren alle Vorderradaufhängungen an Motorrädern ungefedert, ab 1907 wurden gefederte Konstruktionen üblich. Die Vorderradaufhängungen werden in die Gruppen 
- Steuerkopflenkung,
- Radnabenlenkung und
- Achsschenkellenkung unterteilt.[Anm. 1]

## Steuerkopflenkung

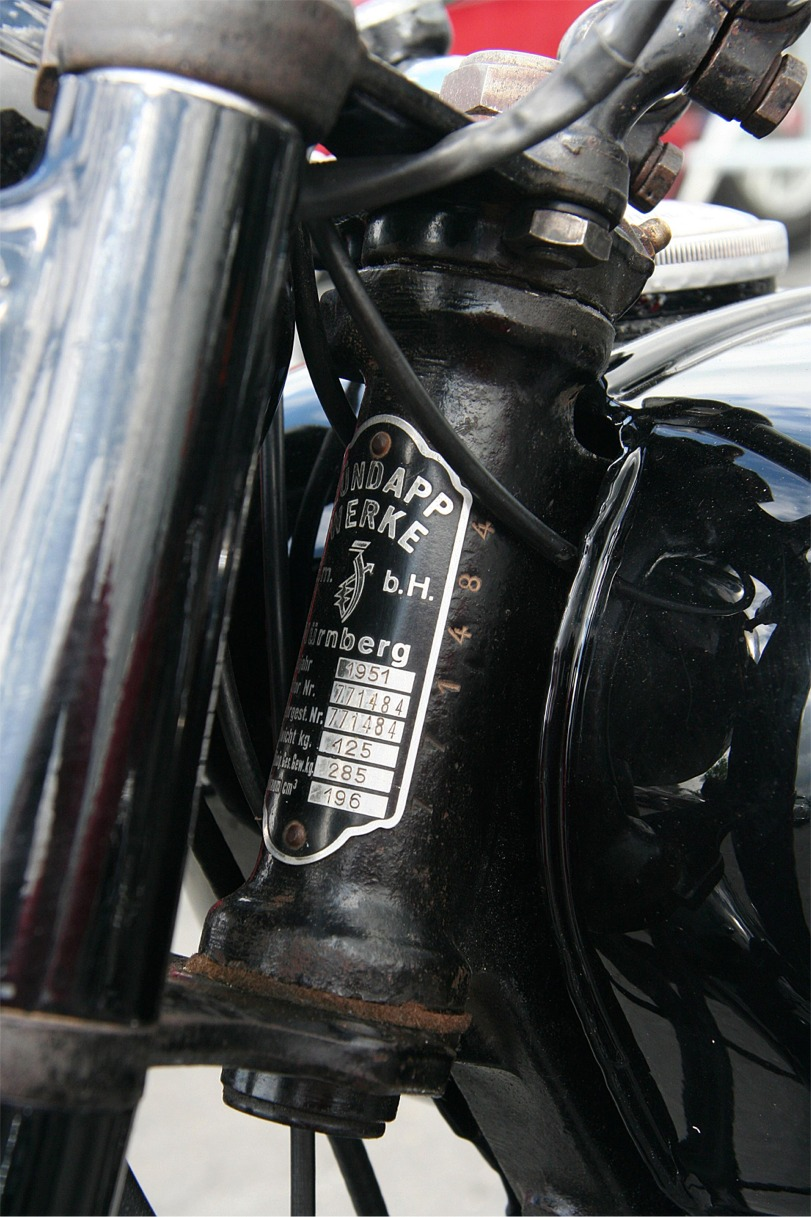
Steuerkopflenkung (Zündapp)

„Die Steuerkopflenkung ist die älteste und am weitesten verbreitete Bauart der Motorradlenkung.“ Bei der Steuerkopflenkung ist die Vorderradführung drehbar in einem Rohr am Rahmen gelagert um das Lenken des Motorrads zu ermöglichen. Die Draisine von Karl Drais (1817) hatte noch keine Steuerkopflenkung, sondern das einzelne Vorderrad wurde wie bei einer Kutsche mit einem Drehschemel geführt. Bei der Radführung der Steuerkopflenkung unterscheidet man in  Gabeln und Schwingen.

### Vordergabel
Motorradgabeln sind üblicherweise zweiarmig ausgeführt, als eine Ausnahme in der Serienproduktion gilt die Imme.
- Federgabel (1905–1909)
- Blattfedergabel (1905–1946)
- Pendelgabel (1905–1950er)
- Trapezgabel (1907–1950er)
- Teleskopgabel (1935–)
- Hossack-Gabel (1980–)
- Telelever (1993–)
- Duolever (2004–)

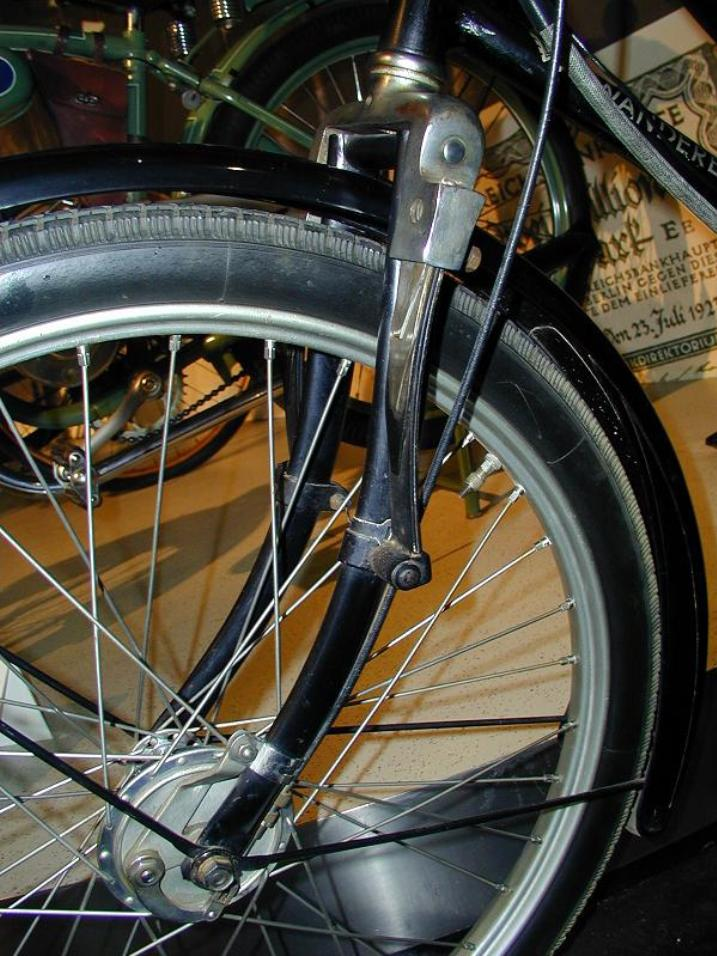
Federgabel (NSU)
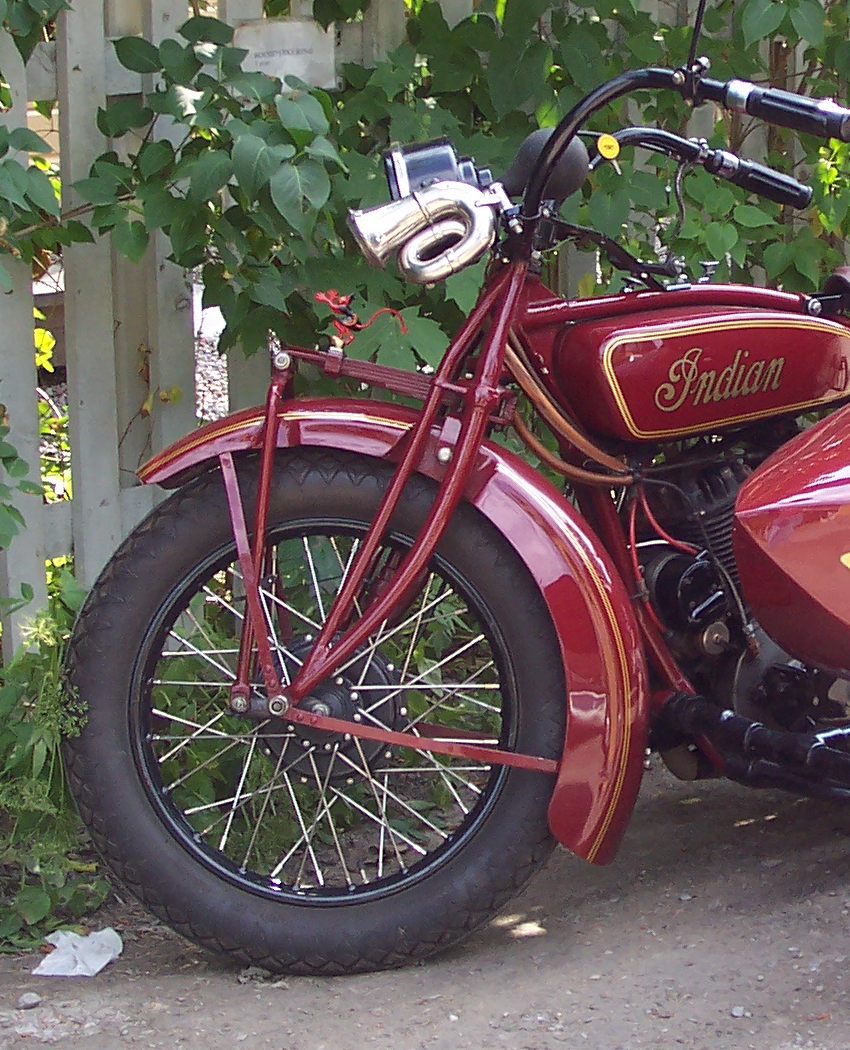
Blattfedergabel (Indian)
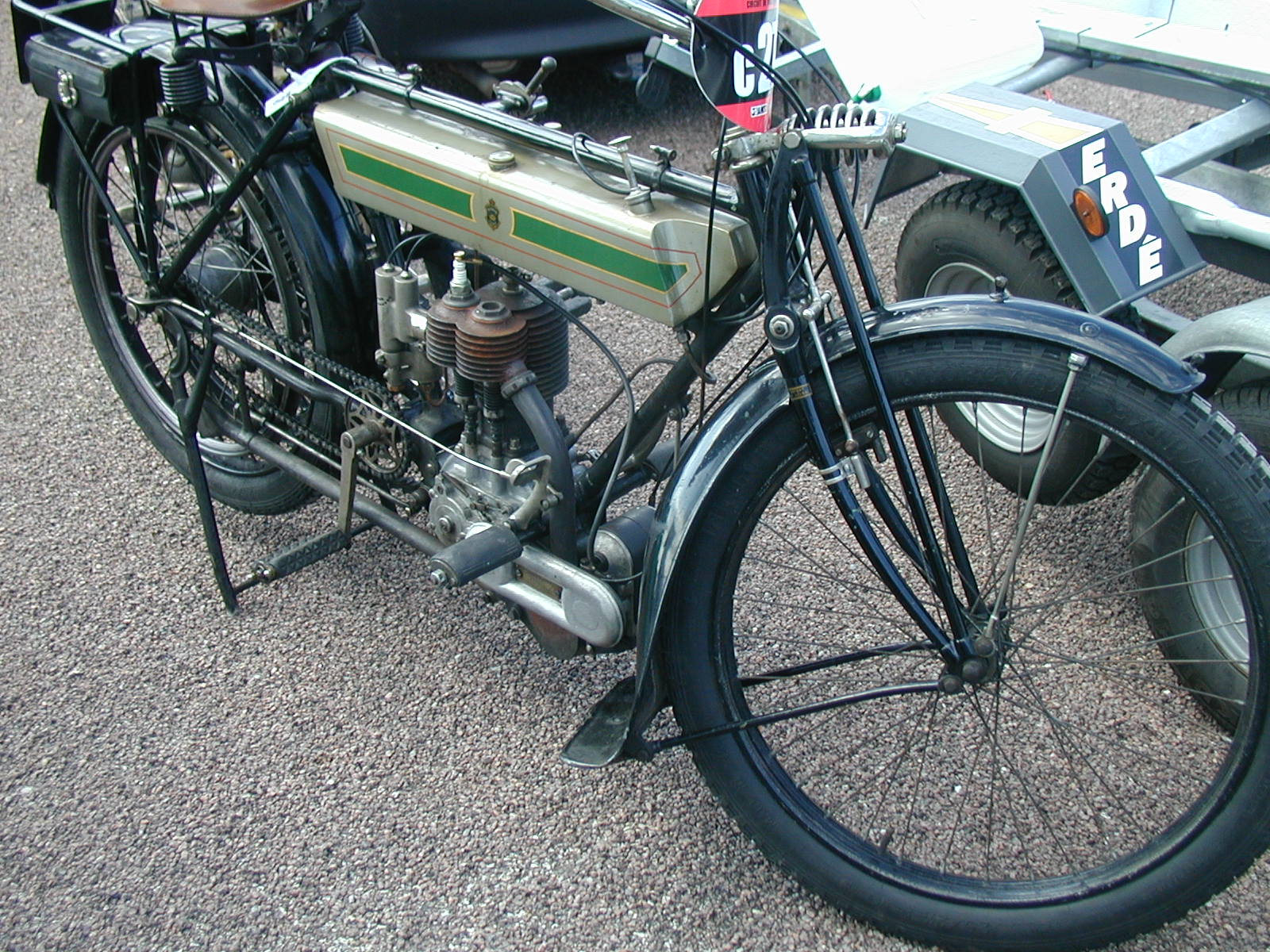
Pendelgabel (Triumph)
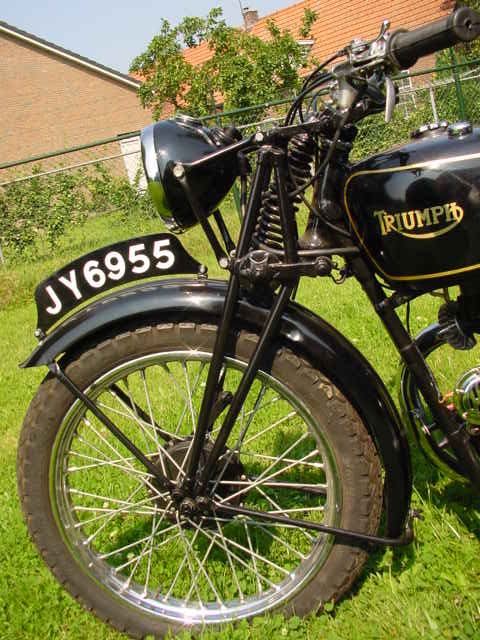
Trapezgabel (Triumph)
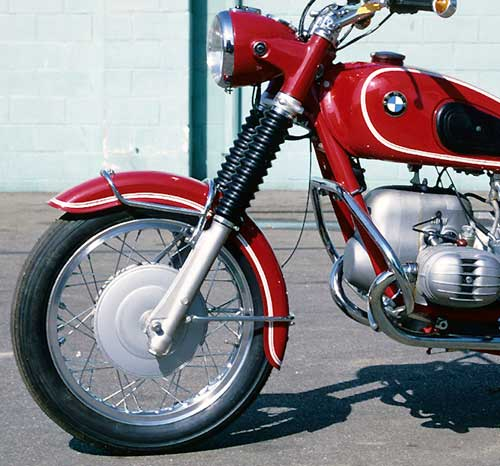
Teleskopgabel (BMW)
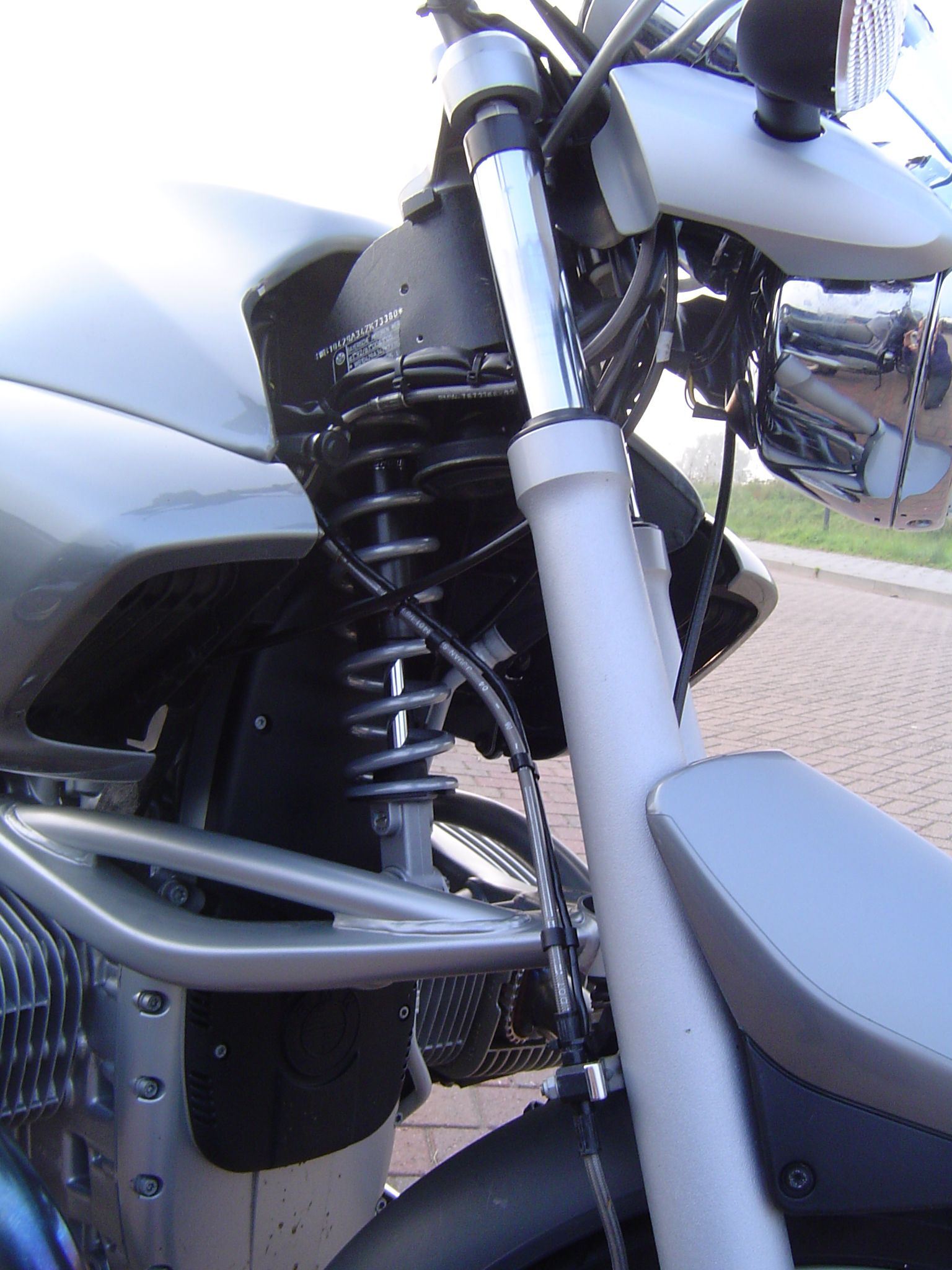
Telelever (BMW)
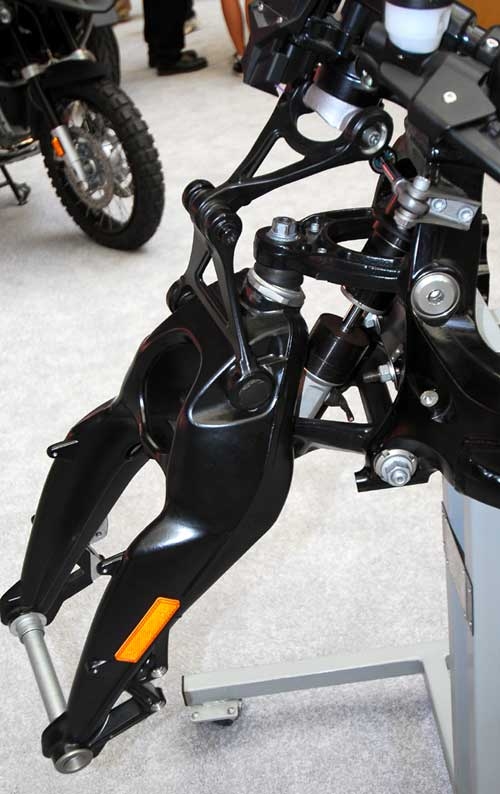
Duolever (BMW)

### Schwingen
- Kurzschwinge (ab 1904) in den Versionen geschoben und gezogen; zur Kurzschwinge zählt die Springergabel (ab 1929). Hierzu zählen auch halblange geschobene Schwingen (ab 1970er Jahre); insbesondere bei Motorradgespannen und der  Hercules K 125 BW
- Langarmschwinge (ab 1904) in den Versionen geschoben und gezogen; seltener als Langschwingengabel bezeichnet.
- Ein früher verwendeter Oberbegriff für Schwingen an Vorderrädern ist die Schwinghebelgabel.

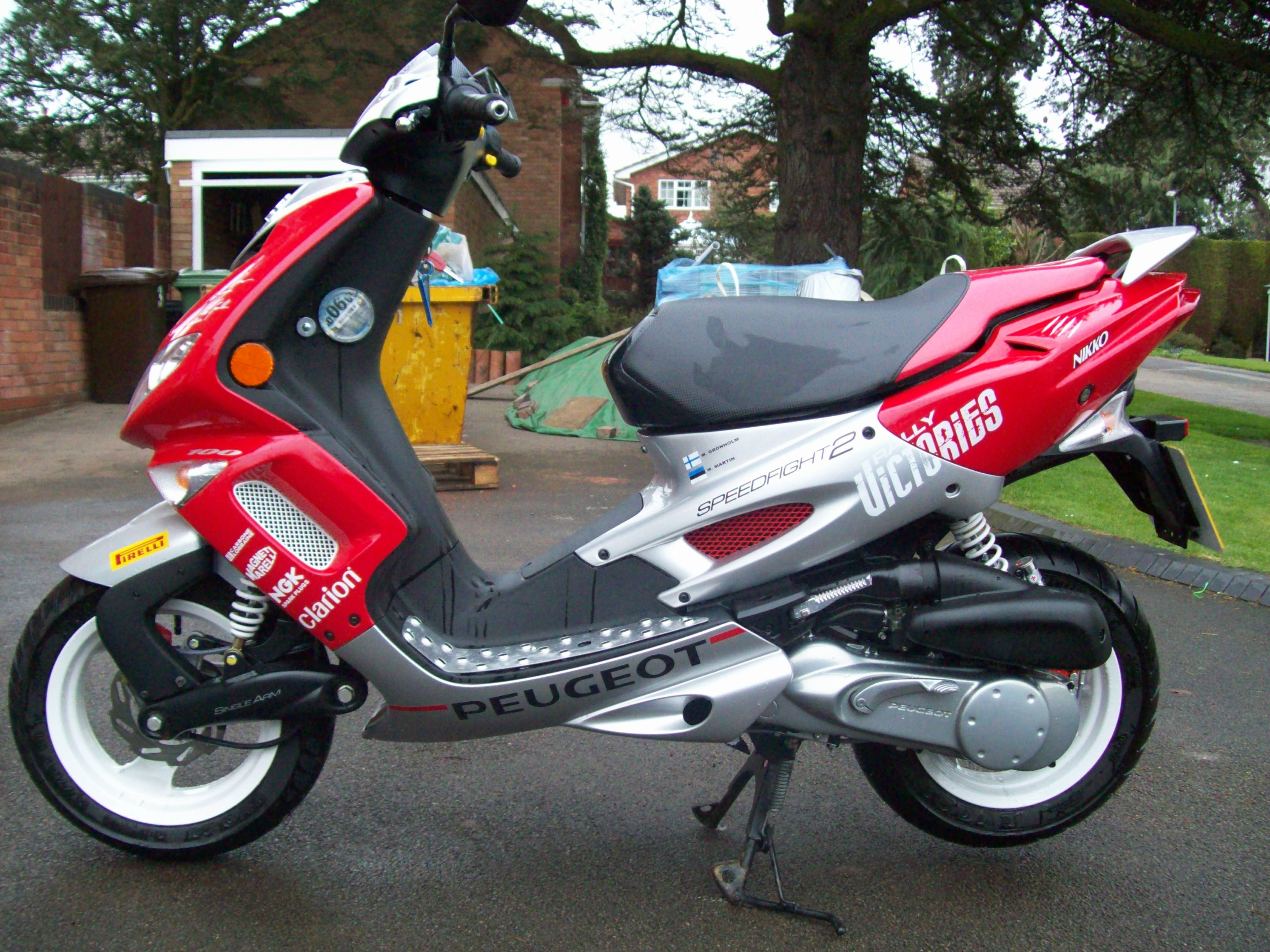
Geschobene Kurzschwinge (Peugeot)
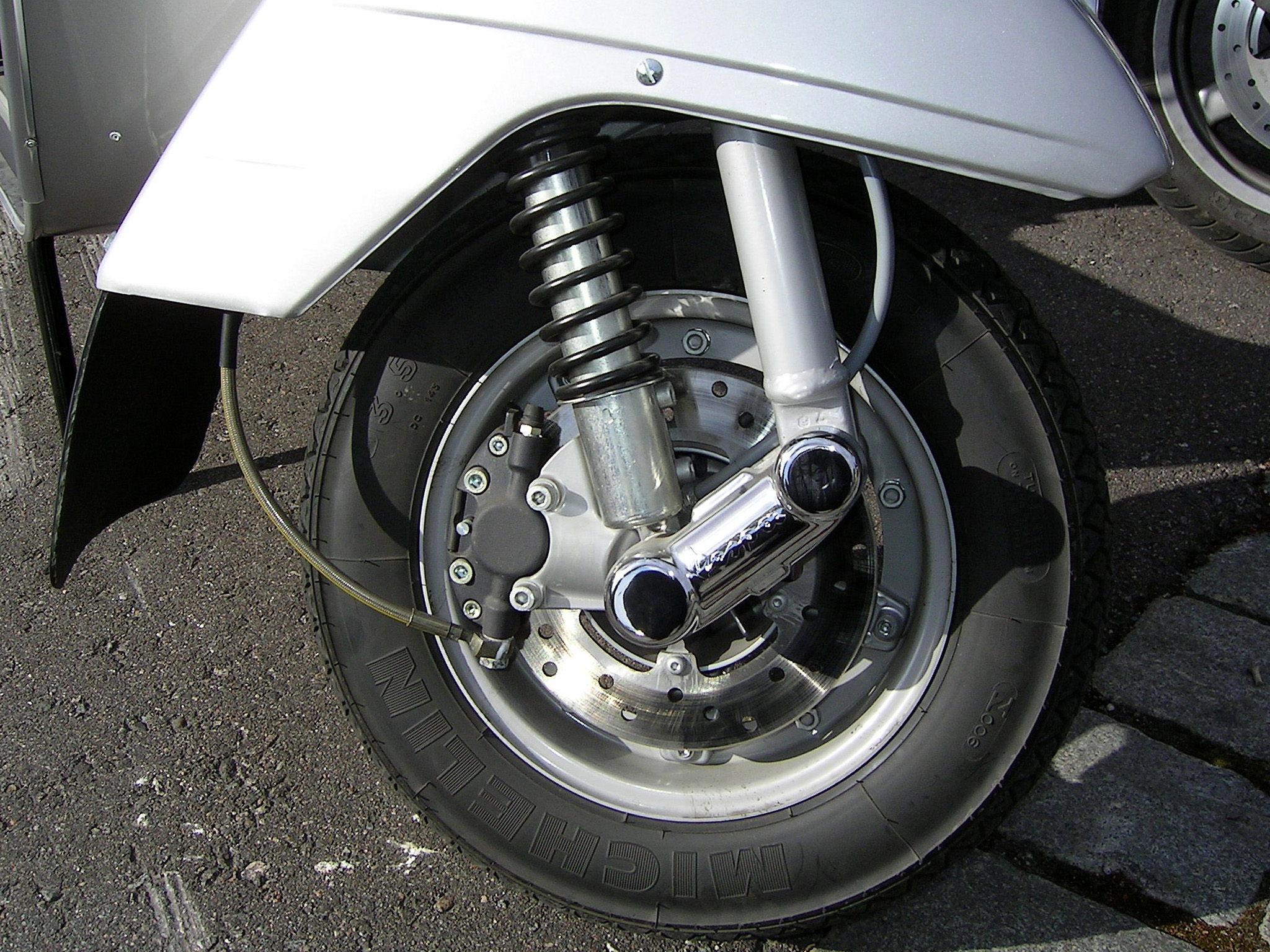
Gezogene Kurzschwinge (Vespa)
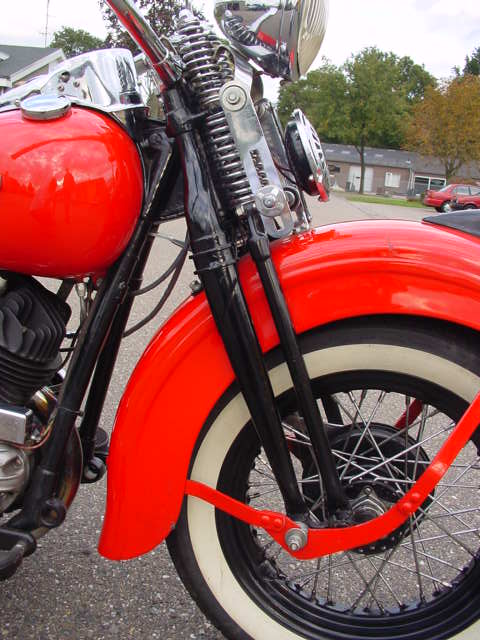
Springergabel (Harley-Davidson)
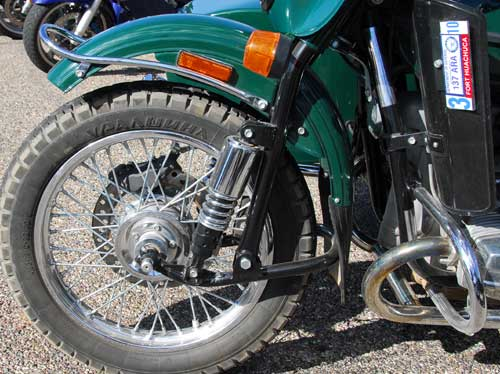
Halblange geschobene Schwinge (Ural)
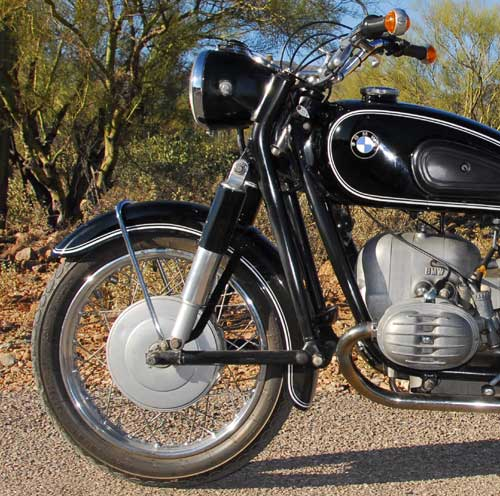
Geschobene Langarmschwinge (Earles-Gabel von BMW)
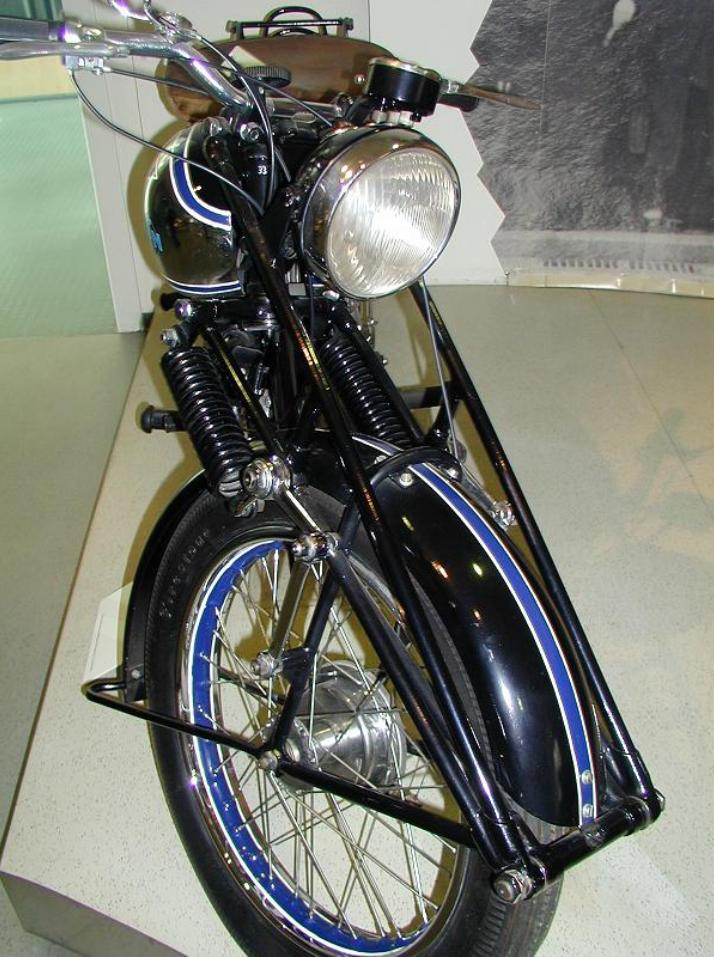
Gezogene Langarmschwinge (FN)

## Systemvergleich
Die Zeitschrift Motorrad unterzog 1993 die damals verfügbaren fünf Vorderradaufhängungen hinsichtlich des Bremsnickverhaltens, des Eintauchens bei einer hohen Verzögerung sowie der ungefederten Massen, einem Vergleichstest.
|                                   | Radnabenlenkung | Achsschenkellenkung | Teleskopgabel | Telelever | Hossack-Gabel |
| Bremsnickausgleich                | 58 %            | 47 %                | − 6 %         | 78 %      | 72 %          |
| Eintauchen bei 8 m/s² Verzögerung | 14,5 mm         | 26 mm               | 45,5 mm       | 14,5 mm   | 10 mm         |
| Lenkeinschlag                     | 19°             | 27°                 | 37°           | 32°       | 25°           |
| Ungefederte Masse (Vorderrad)     | 22,6 kg         | 31,6 kg             | 21,5 kg       | 20,3 kg   | 18,5 kg       |
| Quelle: MOTORRAD                  |                 |                     |               |           |               |